# 蒙蒂耶里
蒙蒂耶里（義大利語：Montieri），是意大利格罗塞托省的一个市镇。总面积108.34平方公里，人口1250人，人口密度11.5人/平方公里（2009年）。ISTAT代码为053017。